# Diana (namn)

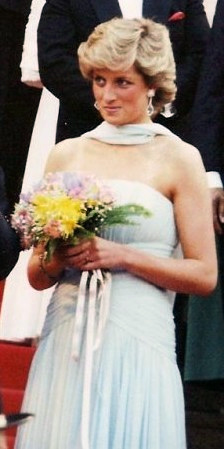
Prinsessan Diana

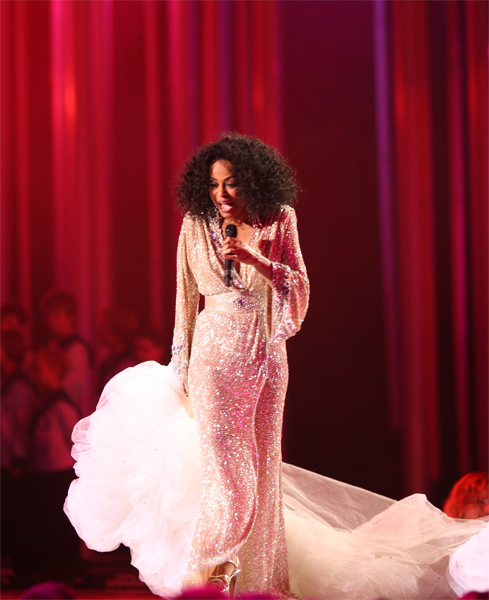
Diana Ross

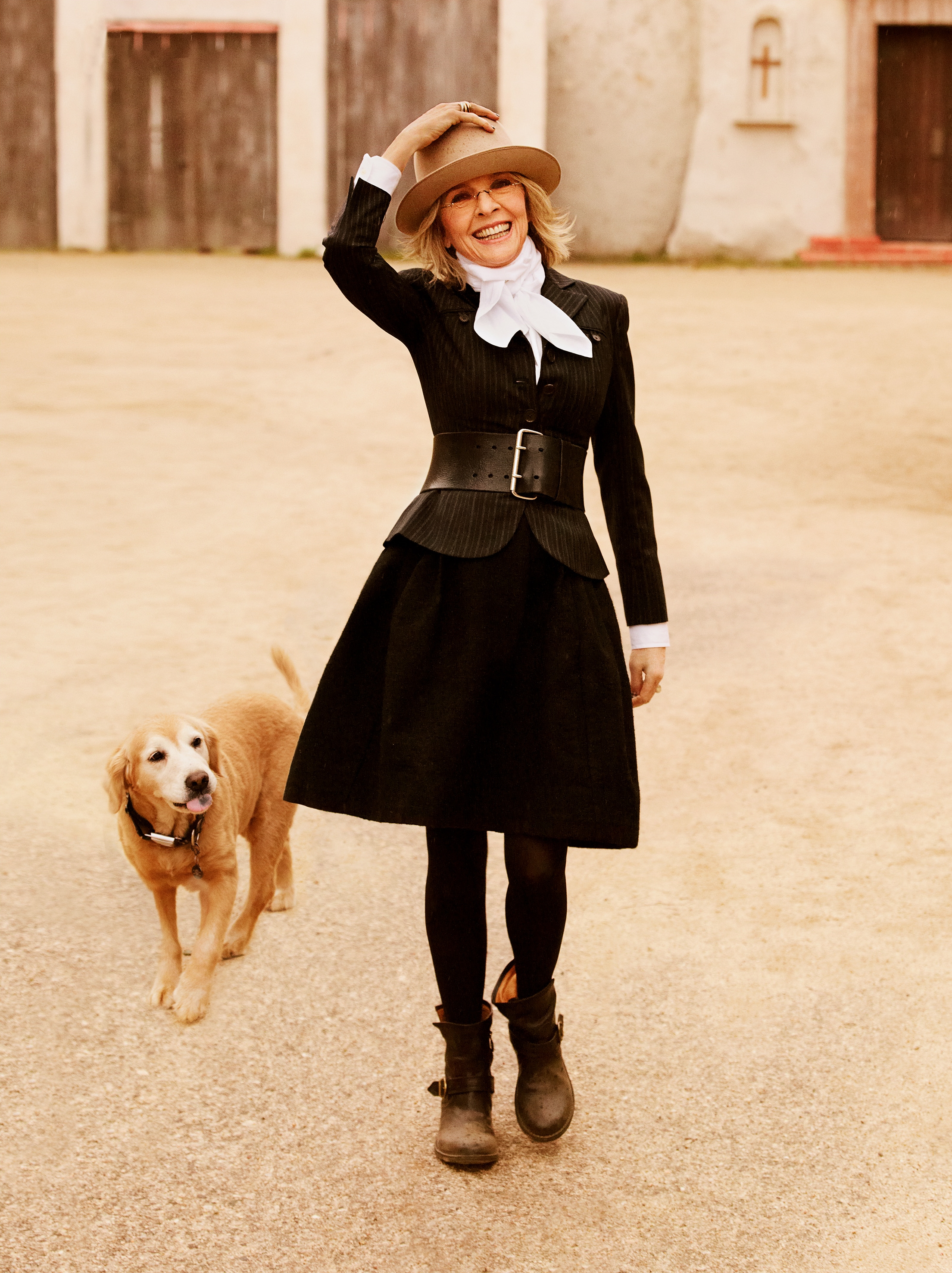
Diane Keaton

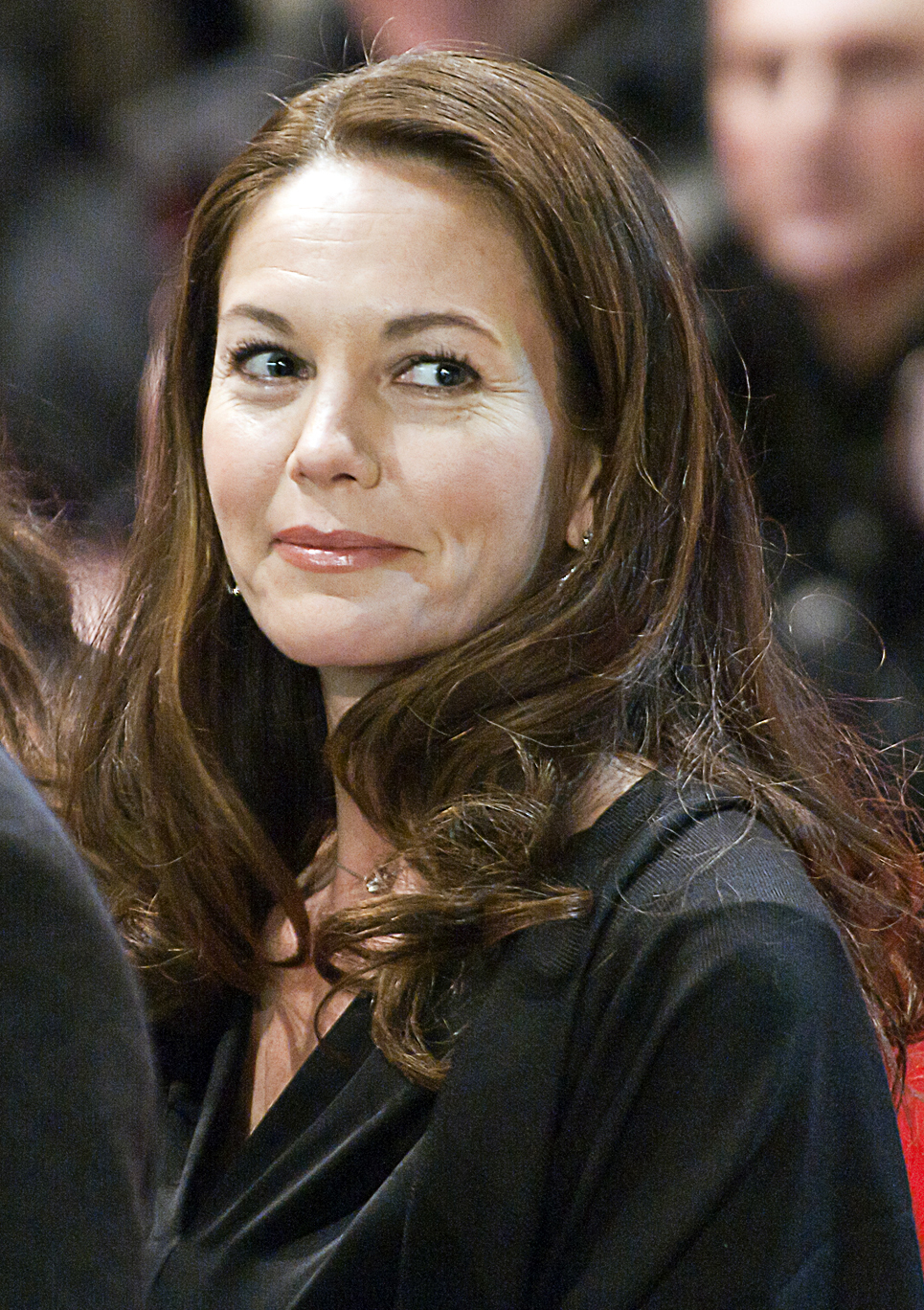
Diane Lane

Diana eller Diane är ett latinskt kvinnonamn som är bildat av orden deus (Gud) och/eller dius (dag). Även Diviana har föreslagits som ursprung. Namnet har funnits i Sverige sedan 1791.
Den 31 december 2014 fanns det totalt 7 924 kvinnor och folkbokförda i Sverige med namnet Diana, varav 4 863 bar det som tilltalsnamn. Motsvarande siffror för Diane var 351 respektive 150.
Namnsdag: i Sverige 29 januari (sedan 2001. Tidigare: 1993–2000: 16 november - tillsammans med Hubert (jägarnas skyddspatron), 1986–1992: 11 mars). I den finlandssvenska namnsdagslängden har Diana namnsdag 16 oktober sedan 2005. Före det hade Diana namnsdag 17 oktober 1995–2004.

## Personer med namnet Diana
- Diana, brittisk prinsessa
- Diana Damrau, tysk operasångerska
- Diana DeGarmo, amerikansk sångerska
- Diana Dondoe, rumänsk fotomodell
- Diana Dors, brittisk skådespelerska
- Diana Gabaldon, amerikansk författare
- Diana Gansky, tysk friidrottare
- Diana Johnstone, amerikansk journalist och författare
- Diana Wynne Jones, brittisk fantasyförfattare
- Diana Kjaer, svensk skådespelerska
- Diana Krall, kanadensisk jazzsångerska
- Diana López, amerikansk taekwondoutövare
- Diana Miller, svensk-engelsk sångerska
- Diana Mitford, engelsk adelsdam och fascist
- Diana Muldaur, amerikansk skådespelerska
- Diana Norman, brittisk kriminalförfattare
- Diana Nuñez, svensk-amerikansk sångerska
- Diana Rasimovičiūtė, litauisk skidskytt
- Diana Rigg, brittisk skådespelerska
- Diana Ross, amerikansk sångerska
- Diana Scarwid, amerikansk skådespelerska
- Diana Wynyard, brittisk skådespelerska

## Personer med namnet Diane
- Diane Arbus, amerikansk fotograf
- Diane Adélaïde de Mailly, fransk mätress
- Diane de Poitiers, fransk mätress
- Diane Keaton, amerikansk skådespelerska
- Diane Kruger, tysk skådespelerska
- Diane Ladd, amerikansk skådespelerska
- Diane Lane, amerikansk skådespelerska
- Diane Neal, amerikansk skådespelerska
- Diane Rowe, engelsk/tysk bordtennisspelare
- Diane Schoemperlen, kanadensisk författare
- Diane Warren, amerikansk låtskrivare
- Diane Wei Liang, kinesisk författare
- Diane Williams, amerikansk friidrottare

## Variationer på andra språk
- Diána (ungerska)
- Diane (franska, engelska)
- Dijana (serbiska, kroatiska, slovenska, bosniska)
- Kiana (hawaiiska)